# 정창화 (영화 감독)
정창화(1928년 11월 1일 ~ )는 대한민국의 영화 감독이다.

## 생애 및 평가
충청북도 진천(鎭川) 출생으로, 최인규 감독 밑에서 수업한 후 1952년 《최후의 유혹(誘惑)》으로 데뷔하였다.
멜로드라마와 액션드라마로 널리 알려졌다. 한국 액션 영화장르를 개척한 인물로 평가되기도 한다. 쿠엔틴 타란티노는 《죽음의 다섯손가락》에 대한 오마주로서 킬 빌에서 그 영화에 사용된 음악을 삽입하였다.

## 대표작
대표작으로 1950년 《유혹(誘惑)의 거리》, 1960년 《햇빛 쏟아지는 벌판》, 《장희빈》 등이 있다.